# Mary Godolphin
Lady Mary Godolphin, duchessa di Leeds (1723 – 3 agosto 1764), è stata una nobildonna inglese.

## Biografia
Era la figlia di Henrietta Churchill, II duchessa di Marlborough, e Frances Godolphin, II conte di Godolphin. Era considerata la figlia illegittima del famoso drammaturgo William Congreve, amante della madre.
Il 26 giugno 1740, sposò Thomas Osborne, IV duca di Leeds. Il matrimonio fu organizzato da sua nonna, Sarah, duchessa vedova di Marlborough. La coppia ebbe un figlio, Francis (1751-1799).
Morì nel 1764.